# Oxyde de cobalt(II,III)
Pour les articles homonymes, voir Oxyde de cobalt.
L'oxyde de cobalt(II,III) est un composé chimique de formule Co3O4. Il s'agit d'un solide noir, cristallisé dans le groupe du spinelle. On l'obtient par chauffage de l'oxyde de cobalt(II) CoO à l'air libre à 400 °C – 500 °C :
6 CoO + O2 → 2 Co3O4.

## Propriétés
L'oxyde de cobalt(II,III) est un composé à valence mixte contenant des ions cobalt divalents et trivalents, dont une formule plus exacte serait CoO·Co2O3. Il appartient au groupe du spinelle cubique inverse, de groupe d'espace Fd3m et de paramètre cristallin a = 809 pm, avec 8 moles par maille. Les anions d'oxygène O− sont distribués selon un empilement compact cubique à faces centrées tandis que les cations de cobalt Co2+ occupent les sites tétraédriques et les cations de cobalt Co3+ occupent la moitié des sites octaédriques.
L'oxyde de cobalt(II,III) se décompose en oxyde de cobalt(II) CoO aux environs de 900 °C. Ce composé est réduit en cobalt élémentaire par des réducteurs tels que le coke ou encore l'aluminium. Il est insoluble dans l'acide chlorhydrique HCl(aq), l'acide nitrique HNO3 et l'eau régale, mais est soluble dans l'acide sulfurique H2SO4 concentré et l'hydrogénosulfate de potassium KHSO4 fondu.
Ce composé est considéré comme cancérogène et mutagène.

## Applications
L'oxyde de cobalt(II,III) est un intermédiaire important dans la production de cobalt métallique. On l'obtient par grillage et lixiviation de différents minerais de cobalt, essentiellement des sulfures et des arséniures ; il est réduit en cobalt élémentaire à l'aide de carbone ou par procédé aluminothermique.
Il peut est utilisé comme catalyseur pour l'oxydation de l'ammoniac NH3 en acide nitrique HNO3, ce qui revient bien moins cher que les alliages de platine utilisés habituellement. L'inconvénient est la sélectivité plus faible des catalyseurs à base d'oxyde de cobalt(II,III).
Comme d'autres composés du cobalt, c'est également un pigment bleu utilisé pour la coloration des céramiques.